# Čižići
Čižići su mjesto na otoku Krku, u općini Dobrinj, u Republici Hrvatskoj.

## Smještaj
Čižići se nalaze u sjevernom dijelu općine Dobrinj, u uvali Soline. S obzirom na to da je uvala Soline vrlo plitka i da je ujezerenog tip tj. da je fluktuacija mora vrlo slaba, more pred Čižićima je bitno toplije od mora izvan uvale Soline pa time i pogodno za dugu „sezonu kupanja“. U neposrednoj blizini Čižića je lokalitet Meline – obalno područje karakteristično po ljekovitom blatu.
Stari dio sela zapravo se nije nalazio na samoj obali nego stotinjak metara dalje od obale na malenoj uzvisini. Krajem 20. i početkom 21. st. zbog pretjerane izgradnje smještajnih turističkih objekata, selo je izgubilo svoju izvorno primorsku arhitekturu i oblik te se posve spustilo do mora. Za razliku od malih, kamenih primorskih kuća u starom dijelu sela, neautohtone građevine velikih gabarita i neprigodnih boja nagrđuju obalu nekad pitoreskne uvale Soline. Osim dva mjeseca ljeti, sve su one tijekom zime potpuno prazne i nefunkcionalne.

## Povijest
Kroz čitav srednji vijek, Čižići, iako su postojali, uvijek su bili podređeni većem susjednom selu Sužanu o kojemu postoje brojni podaci dok se Čižići rijetko gdje i spominju. No, nema dvojbe da selo postoji u 15. st. kada Ivan VII Frankopan na otok Krk dovodi Vlahe s Velebita. Premda su Vlasi koje je naselio u Dubašnicu i Šotovento bili zapravo pretežno Hrvati ili barem hrvatizirani, čini se da su Vlasi doseljeni u Sužan, Čižiće, Šugare i Soline (Dobrinj) bili pretežno pravog vlaškog podrijetla. To se vidi iz njihovog jezika, osobnih imena, brojnih naziva lokaliteta, ali i samih naziva mjesta. Vlahe je Ivan VII Frankopan doselio u ove krajeve, pretpostavlja se, radi potrebe za radnom snagom u solanama koje su Frankopani stoljećima držali u uvali Soline i koje su im donosile znatne prihode. I prema toponomastičaru i jezikoslovcu Ivi Jelenoviću selo je nedvojbeno vlaško-romanskog porijekla.
Doseljeni Murlaci tj. Vlasi govorili su posebnim romanskim jezikom, tzv. Krčkorumunjskim ili Murlačka Besida, koji je izumro u 19. st.
Ostaje, međutim, nejasno je li selo postojalo i prije dolaska Vlaha.
Postoji lokalna legenda prema kojoj su nekada postojala dva brata, jedan je proizvodio „žužniće“ pa su ga nazivali Žužnić ili Šužnić, a drugi je proizvodio „čižmiće“ pa su ga nazivali Čižmić. Od prvoga je nastalo ime sela Sužan, a od drugoga Čižići. 

## Stanovništvo
Iako su nekada bili vlaškog podrijetla, danas su stanovnici Čižića Hrvati. Prema popisu stanovništva iz 2001. godine, tu su živjela 92 stanovnika.
Prvi podatak o broju stanovništva je iz 1780. godine kada su Čižići i tada susjedno, a kasnije izumrlo, selo Šugare imali 64. žitelja. 
Za razliku od drugih mjesta općine Dobrinj čiji je broj stanovnika značajno oscilirao, iako su i Čižići imali najviše stanovnika početkom 20. st. ( 136 stanovnika ), ipak broj žitelja Čižića nije varirao u tolikoj mjeri; kretao se između 90 – 130 stanovnika. Tome se, doduše, razlikuje crkvena statistika koja 1935 godine ima 163 stanovnika. Sve do konca 20. st. Čižići imaju kontinuiranu, ali laganu depopulaciju, međutim, nakon razvoja prometne infrastrukture i turizma, i u Čižićima dolazi do blagog povećanja broja stanovnika. S obzirom na sve bolju povezanost s drugim turističkim središtima na otoku, na blizinu kopna te na veliki, ali još neiskorišteni turistički potencijal, za očekivat je daljni porast stanovništa Čižića.
| broj stanovnika | 89    | 98    | 99    | 105   | 120   | 123   | 133   | 136   | 120   | 117   | 107   | 93    | 94    | 78    | 92    | 113   | 133   |
|                 | 1857. | 1869. | 1880. | 1890. | 1900. | 1910. | 1921. | 1931. | 1948. | 1953. | 1961. | 1971. | 1981. | 1991. | 2001. | 2011. | 2021. |

## Gospodarstvo
Kroz stoljeća je glavna privredna grana u mjestu bila stočarstvo. Uostalom, u 15. st. doseljeno vlaško stanovništvo je i bilo izrazito stočarski orijentirano. Danas je, međutim, stočarstvo prisutno u vrlo maloj mjeri.
Iako se nalazi u predivnoj uvali Soline, neposredno kraj ljekovitog blata, okruženo šumom i zelenilom, Čižići nemaju razvijenu turističku djelatnost. Jedinu turističku ponudu predstavljaju sve brojniji apartmani koji čine više od polovine objekata u mjestu te tri ugostiteljska objekta. Velikom, a neiskorištenom potencijalu mjesta doprinijela je i izgradnja nove ceste Čižići – Omišalj koja je bitno približila mjesto, ali i čitavu općinu Dobrinj, Krčkom mostu tj. kopnu, na svega 30-etak minuta vožnje autom od Rijeke.  
Posljednjih se godina gradi i širi mjesna lučica za prihvat plovila.
Većina mještana radi u većim mjestima na otoku Krku ili u Rijeci.

## Znamenitosti
- Špilja Biserujka nalazi se nekoliko kilometara sjeverno od Čižića. Iako duga svega 110 metara, danas je jedna od najposjećenijih špilja u Hrvatskoj.
- Meline – lokalitet u neposrednoj blizini mjesta. Bogat ljekovitim blatom. Idealno za lječilišno-zdravstveni centar.
- Sulinj – poluotok koji zatvara uvalu Soline. Često se spominje kao najvjerojatnije buduće golf igralište na otoku Krku.

## Poznate osobe
- Branko Turčić - umirovljeni novinar, književnik, jedini pisac na čokavici

## Sportska društva i klubovi
- Društvo za športsku rekreaciju Čižići
- Sportsko-ribolovno društvo "Vela sten"
- Boćarski klub "Čižići"

## Vanjske poveznice
- Službene stranica Općine Dobrinj  Arhivirana inačica izvorne stranice od 16. veljače 2010. (Wayback Machine)
- Službene stranice Turističke zajednice Općine Dobrinj  Arhivirana inačica izvorne stranice od 26. srpnja 2010. (Wayback Machine)
- sela Dobrinjštine  Arhivirana inačica izvorne stranice od 5. svibnja 2010. (Wayback Machine)